# Tachina fera
Espèce
Tachina fera, la Tachinaire sauvage, est une espèce d'insectes diptères brachycères de la famille des Tachinidae, dont la larve est parasite de chenilles de lépidoptères (papillons).

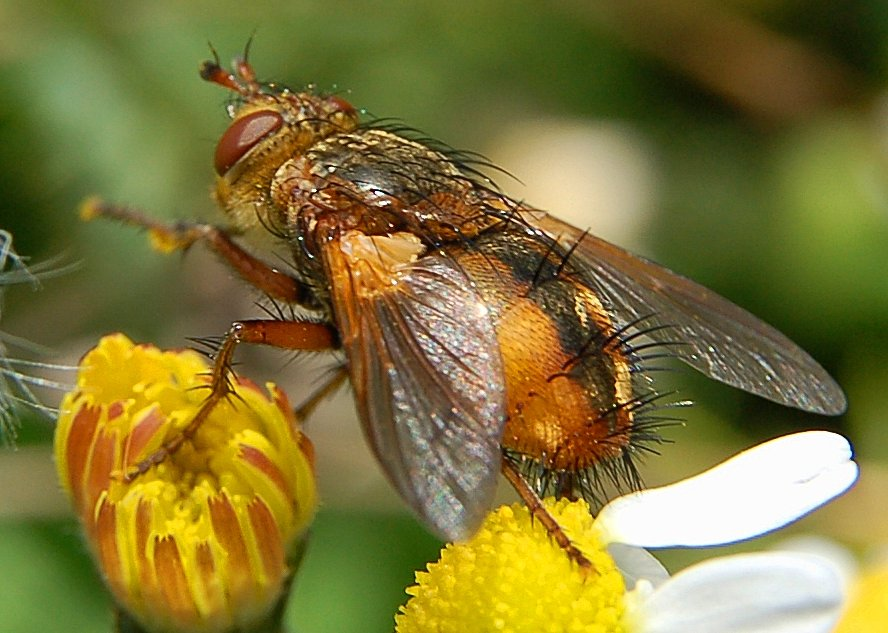
Tachina fera avec bande dorsale terminée en pointe bien visible ici

## Description
La Tachinaire sauvage est une mouche au corps d'environ 12 mm de long, hérissé de poils sur le thorax et sur l'abdomen où ils sont abondants vers l'extrémité. L'abdomen brun roux montre une bande dorsale médiane foncée se terminant en pointe. Les ailes sont légèrement teintées de jaune à la base.

## Biologie
Les imagos, visibles d'avril à octobre, visitent les fleurs, en particulier des Asteraceae (composées) et des Apiaceae (ombellifères). Ils apprécient la végétation de régions humides, des bois et environs, des jardins.
Les femelles pondent sur les plantes. Les jeunes larves pénètrent dans le corps de diverses espèces de chenilles qui passent à proximité (une larve par chenille). Les larves deviennent adultes en deux semaines environ après avoir dévoré progressivement la chenille hôte (cas d'endoparasitisme).

## Espèce proche
Tachina magnicornis, un peu plus petite, présente une bande dorsale médiane formant des losanges et qui ne se termine pas en pointe.